# Xã Kilbourne, Quận Mason, Illinois
Xã Kilbourne (tiếng Anh: Kilbourne Township) là một xã thuộc quận Mason, tiểu bang Illinois, Hoa Kỳ. Năm 2010, dân số của xã này là 504 người.